# Anatoli Todorov
Anatoli Todorov (in bulgaro Анатоли Тодоров?; 24 aprile 1985) è un ex calciatore bulgaro, di ruolo attaccante.

## Carriera
Ha esordito giovanissimo nel Spetemvri Sofia, per poi trasferirsi nel 2002 al Litex Loveč. Nella stagione 2005-2006 ha invece vestito la maglia del Vidima-Rakovski Sevlievo mentre l'anno successivo è passato al Rodopa Smolyan. Dal 2008 gioca nella Lokomotiv Plovdiv.
Ha giocato nella nazionale bulgara Under-21.